# Arroyo Fray Bentos
Der Arroyo Fray Bentos, auch als Arroyo de Fray Bentos bezeichnet, ist ein Fluss in Uruguay.
Er verläuft auf dem Gebiet des Departamentos Río Negro durch den breitesten Teil des Rincón de las Gallinas in westliche Richtung. Er mündet etwa drei Kilometer südwestlich der Stadt Fray Bentos als linksseitiger Zufluss in den Río Uruguay. Der Name des Flusses geht auf einen gleichnamigen Einsiedler zurück, der in dieser Gegend lebte.